# Transductor
Transductorul este un dispozitiv care primește energie de o anumită formă și o convertește într-o altă formă de energie.
Din punct de vedere constructiv, un transductor este un dispozitiv (o structură fizică) care realizează transformarea semnalelor de o anumită natură în semnale de altă natură.
Din punct de vedere funcțional, există două tipuri fundamentale de transductoare: transductorul cu câmp magnetic și transductorul cu câmp electric.
Transductoarele care transformă energia electrică în energie mecanică sau în energie acustică și invers se numesc transductoare electro-mecano-acustice.

## Exemple
Capul magnetic este un transductor electromagnetic care transformă variațiile unui semnal electric în variații de flux magnetic sau invers, folosit pentru operații de înregistrare, redare și ștergere la magnetofoane.
Microfoanele sunt transductoare de la vibrația acustică a aerului sau a altui mediu în oscilații electrice. Invers, difuzoarele sunt transductoare ale oscilațiilor electrice în vibrații acustice.
Camerele video sunt transductoare ale vibrației luminii în oscilații electrice etc.